# Orkestar rudarske glazbe
Orkestar rudarske glazbe, orkestar Rudnika Kaknja.
Orkestar je osnovan 1952. godine. Za osnivanje su zaslužni Hrvati iz Kaknja. Pedesetak budućih svirača okupili su Nikola Nevjestić, Đuro Zec i Ivica Grgić, pokretači projekta. Članstvo se poslije osipalo ali je uvijek bio dovoljan broj glazbenika. Početci su bili u Vatrogasnim prostorijama, blizu mosta kod Benta. Na toj haldiji bili su rudnički objekti, a poslije nogometno igralište. Danas blizu su prostorije Napretka. Nadošli su i uspjesi na glazbeničkim natjecanjima. Na natjecanju puhačkih orkestara u Domu milicije u Sarajevu osvojili su drugo mjesto izvedbom skladbe Avde Smajlovića S Vrela Bosne. Imali su i istaknute skupne nastupe, kao s Glazbom iz Zenice na paradi u Beogradu. Dugi stav sviranja u orkestru ostvarili su Josip Tomičić, Joža Špringer, Ivica Adamčić – Fant, Petar Zakušek, Slavko Mijač, Suljo Zaimović, Mesud Zaimović. Dolaskom mlađih došao je i novi zvuk i novi repertoar. Današnji dirigent orkestra je Arnes Bajramović, profesor glazbe iz Zenice. Predsjednik Orkestra je Mirsad Dervoz. Jožef Špringer je od 1972. do 2014 bio kapelnik Orkestra.